# مدثر (اسم)
مدثر هو اسم علم مذكر من أصل عربي، ومعناه هو اسم فاعل من الفعل دثر، وادثر بالثوب اشتمل به وتلفف فهو متدثر ومدثر الملتف المشتمل المتغطي بالدثار، والدثار الثوب الذي يستدفأ به من فوق الشعار، أصله «متدثر» فأدغمت التاء بالدال، والتضعيف دليل عليها، والمدثر صفة للنبي ﷺ وخطاب له في قوله تعالى: ﴿يا أيها المدثر (1) قم فأنذر﴾ [ المدثر21].

## شخصيات تحمل الاسم
- مدثر الطاهر (لاعب كرة قدم سوداني، 23 يوليو 1988[3] – )
- مدثر العلمين (12 سبتمبر 1985 – )

## وصلات خارجية
- موسوعة السلطان قابوس لأسماء العرب